# Buchan River
Der Buchan River ist ein Fluss im östlichen Gippsland im australischen Bundesstaat Victoria.

## Verlauf
Er entspringt am Westhang des Blue Hill im Alpine-Nationalpark. Von seiner Quelle fließt der Buchan River nach Süden durch weitgehend unbesiedeltes Gebiet bis zur Kleinstadt Buchan. Dort wendet sich der Fluss nach Osten und mündet östlich der Siedlung Lucas Point in den Snowy River.